# 3572 Леоголдберг
3572 Леоголдберг (3572 Leogoldberg) — астероїд головного поясу, відкритий 28 жовтня 1954 року.
Тіссеранів параметр щодо Юпітера — 3,352.